# 地蔵院 (亀山市)
地蔵院（じぞういん）は、三重県亀山市関町新所1173にある真言宗御室派の寺院。
本尊は地蔵菩薩。山号は九関山（きゅうかんざん）、寺号は宝蔵寺（ほうぞうじ）。九関山宝蔵寺地蔵院と号するが、通常は院号の地蔵院として呼ばれる。関の地蔵、関地蔵院とも称される。関町関宿伝統的建造物群保存地区の中央部にある。

## 歴史

### 創建
東海道の関宿に位置し、古くから関の地蔵と呼ばれて信仰されてきた。創建については判然としないが、元禄8年（1695年）成立の『地蔵院略縁起』によると、天平13年（741年）に行基によって創建されたと伝える。享保3年（1718年）成立の『関地蔵菩薩瑞像記』によると、大同元年（806年）に最澄の弟子によって地蔵堂が建てられ、久冠山宝蔵寺と号したとある。

### 近世

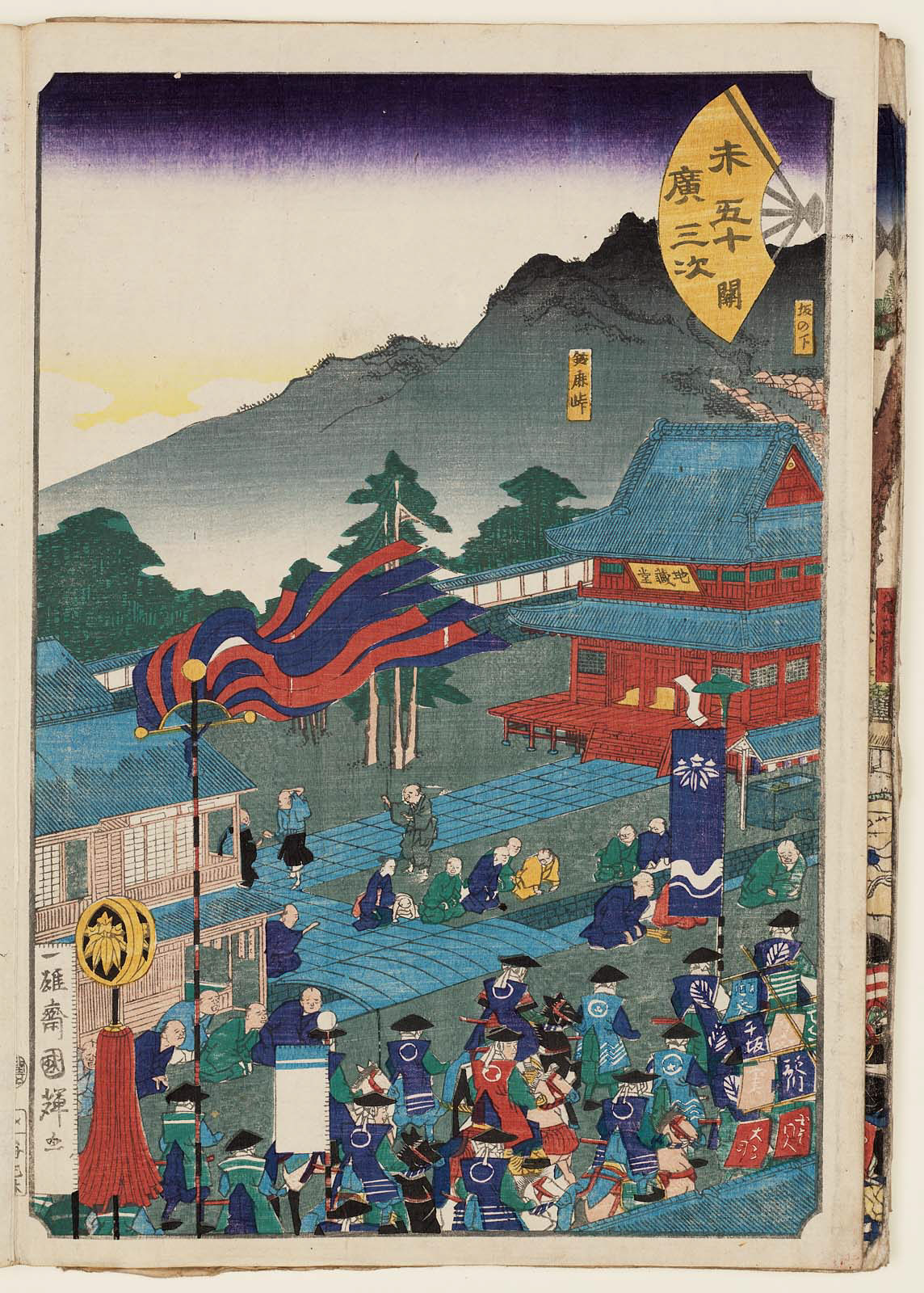
二代目歌川国輝『末廣五十三次 関』における地蔵院

元禄10年（1697年）、関地蔵院の中興の祖である宣雅僧都は、国司や護持院の隆光大僧正のとりなしによって、江戸出開帳を行った。本尊が江戸城の三の丸に安置され、5代将軍徳川綱吉やその生母桂昌院が本尊に拝礼した。本尊が関に戻ると綱吉や桂昌院から寄進を受けており、元禄11年（1698年）に本堂の建設に着工すると、元禄13年（1700年）3月に竣工した。この際に旧本堂が護摩堂となり、愛染明王が安置されて愛染堂と呼ばれるようになった。これ以後は諸大名からの参拝も受けている。
父の仇討ちを果たした人物として関の小万（関の小萬）がいるが、小万が養われていた旅籠山田屋（後の会津屋）は地蔵院に向かいにあった。

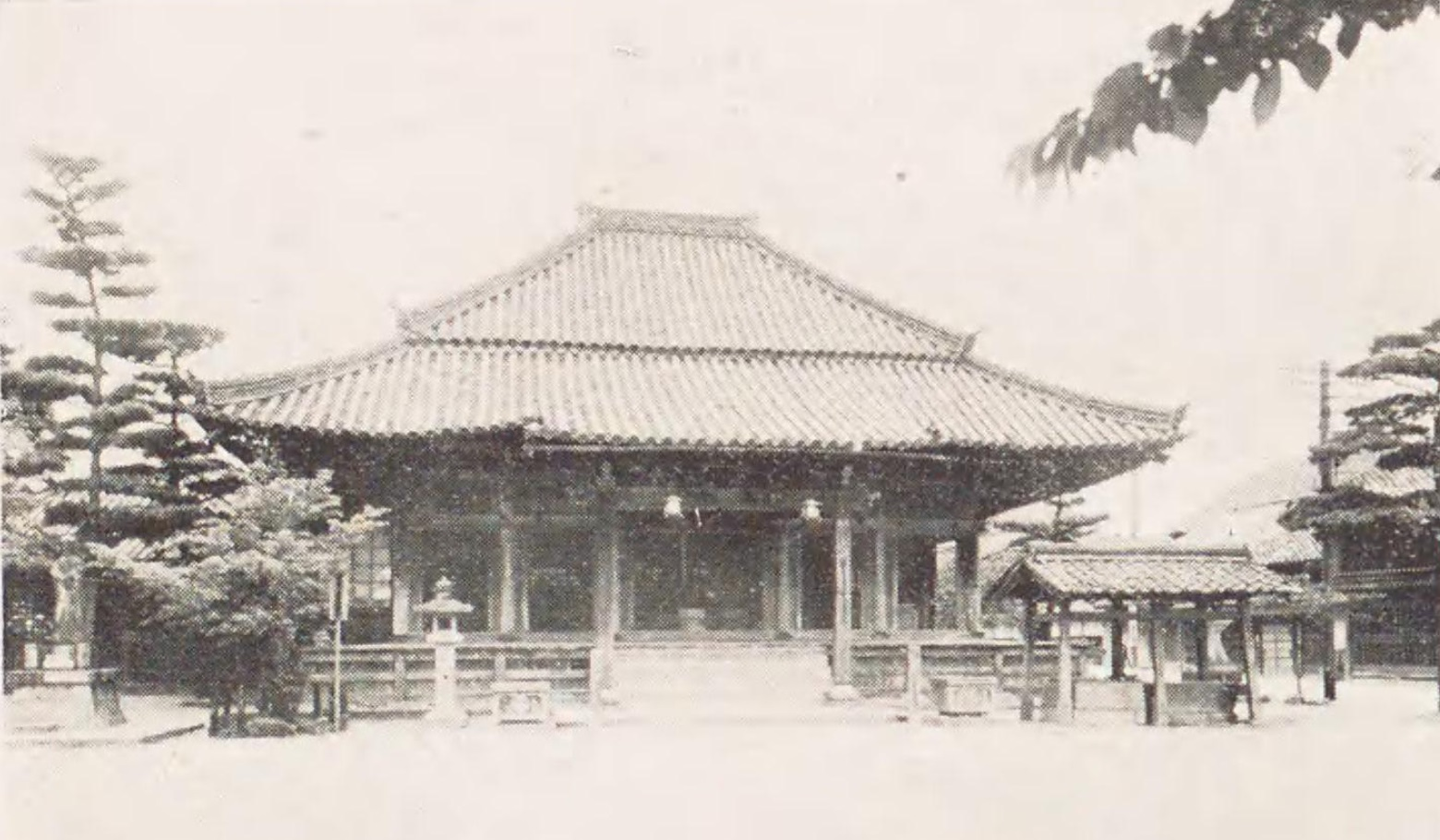
1943年の本堂

### 近代
1868年（明治元年）と1869年（明治2年）には明治天皇が東京行幸を行ったが、往路の1868年（明治元年）9月23日と復路の同年12月19日、伊勢神宮を参拝した1869年（明治2年）3月9日には関地蔵院が行在所となった。1880年（明治13年）7月には大阪鎮台と名古屋鎮台の対抗演習が行われたが、再び関地蔵院の奥書院が行在所となった。
1907年（明治40年）頃には本堂の屋根瓦が葺き替えられた。

## 境内

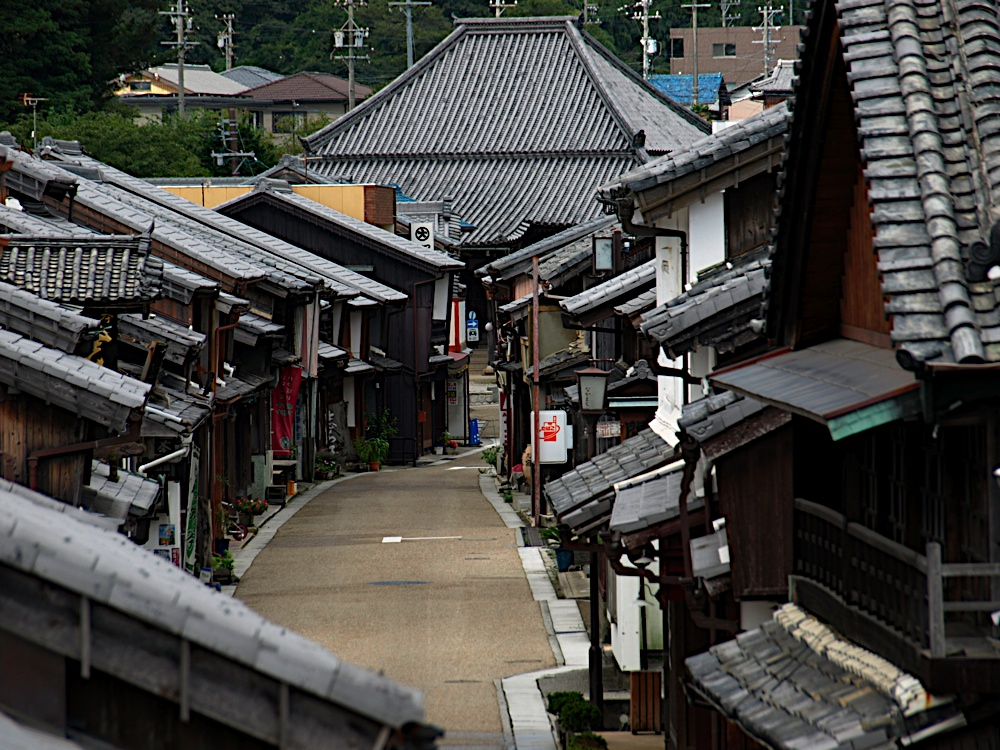
関宿の町並みと地蔵院

- 本堂

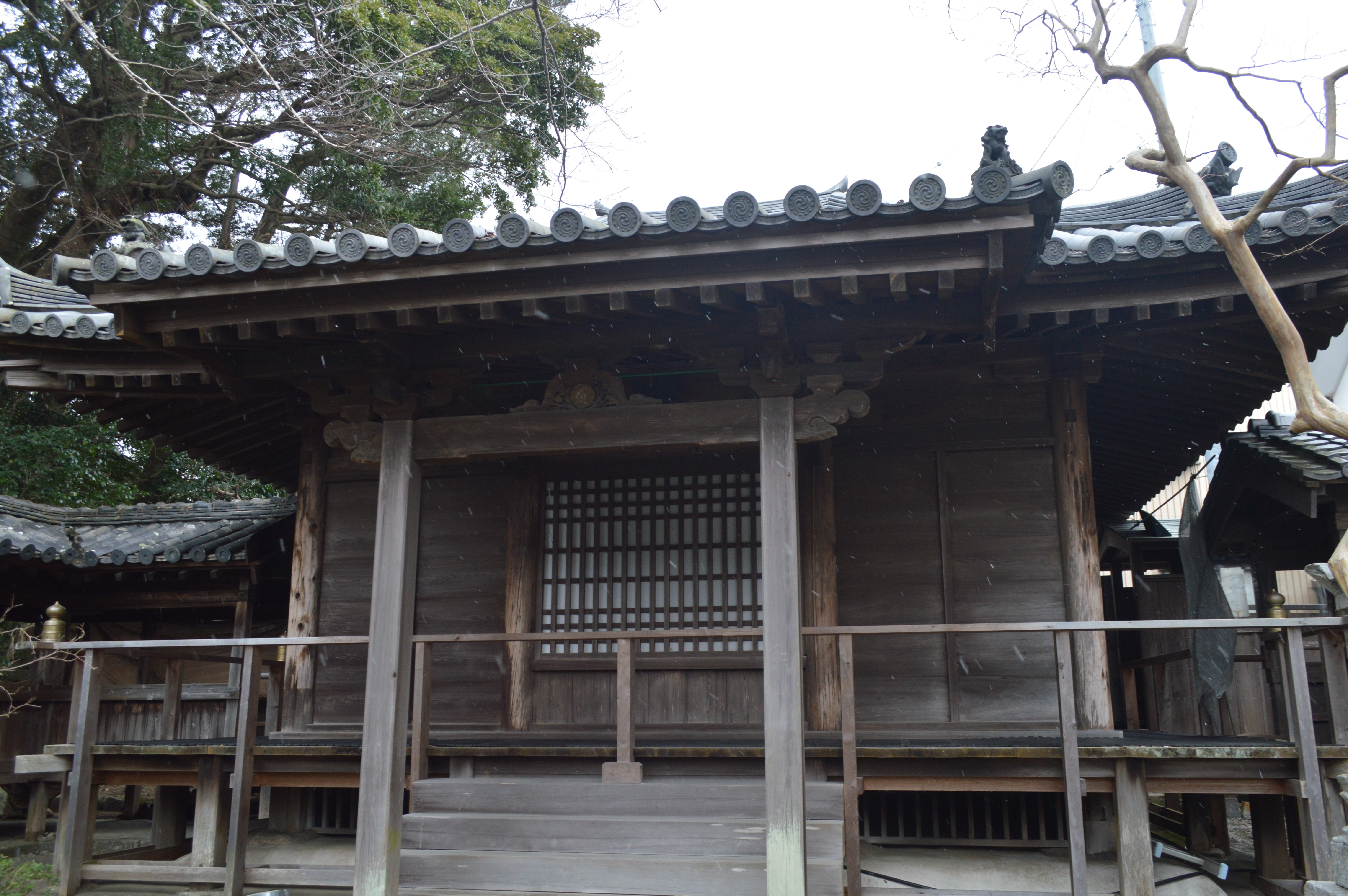
愛染堂
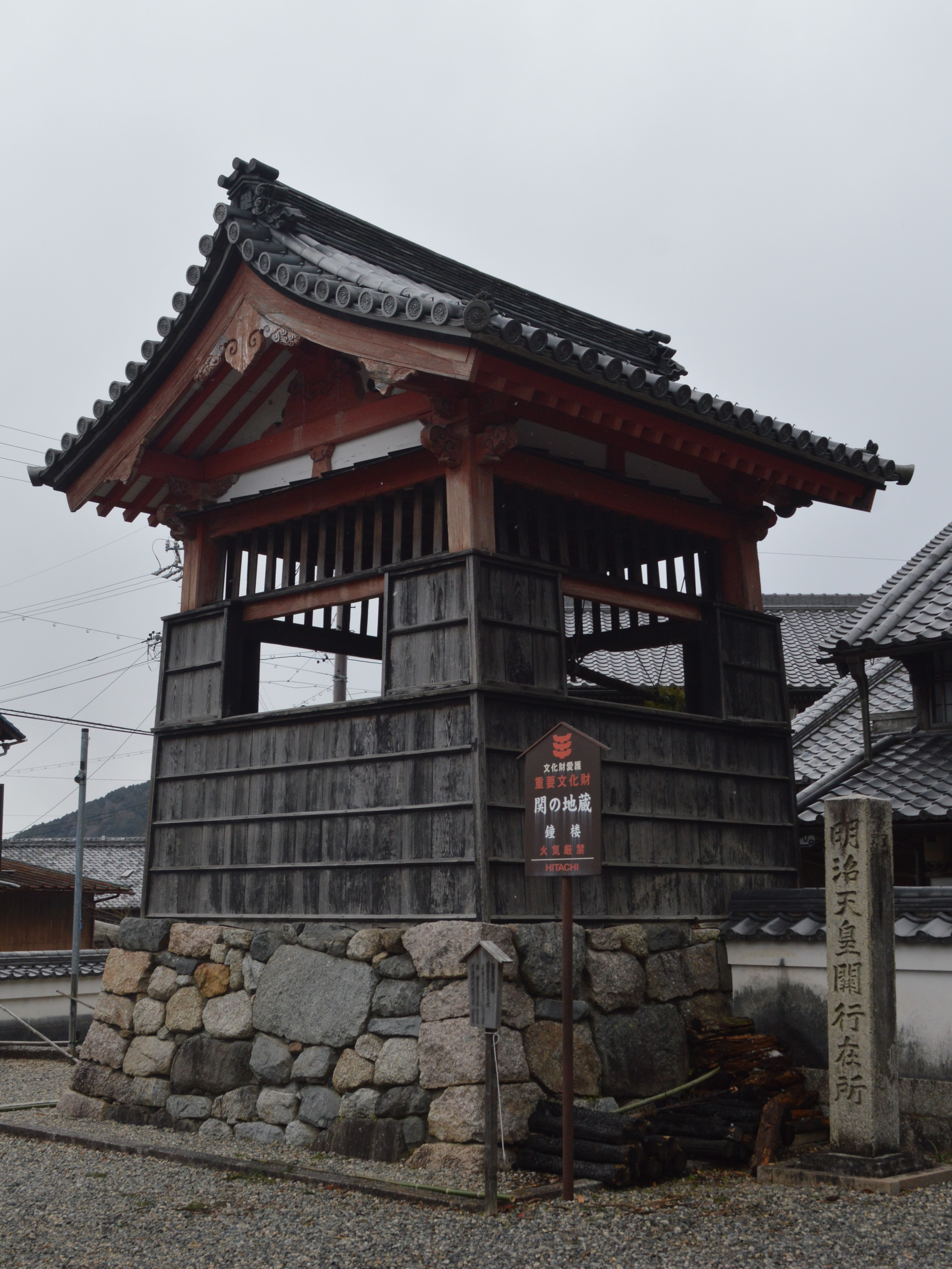
鐘楼
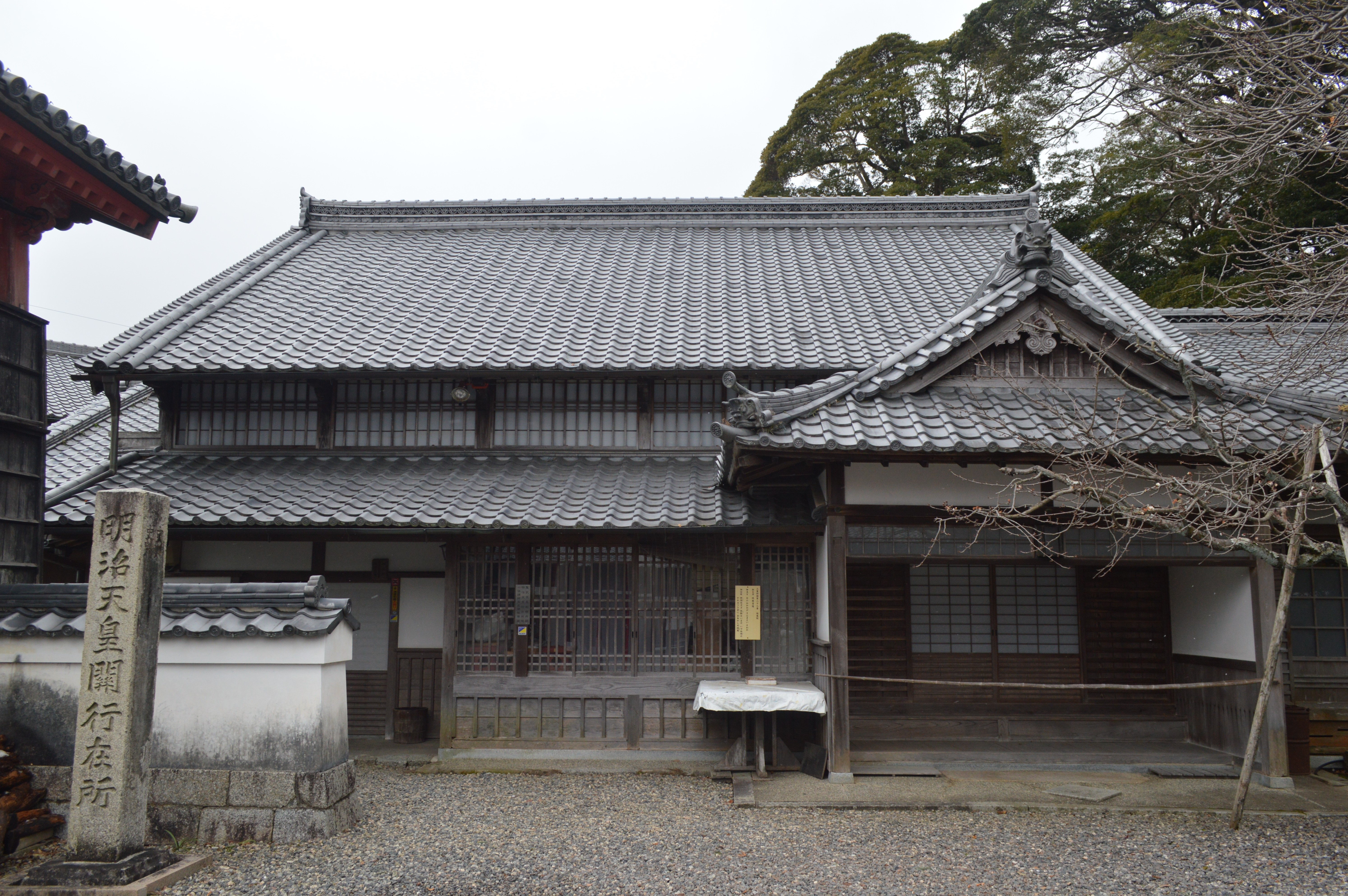
社務所
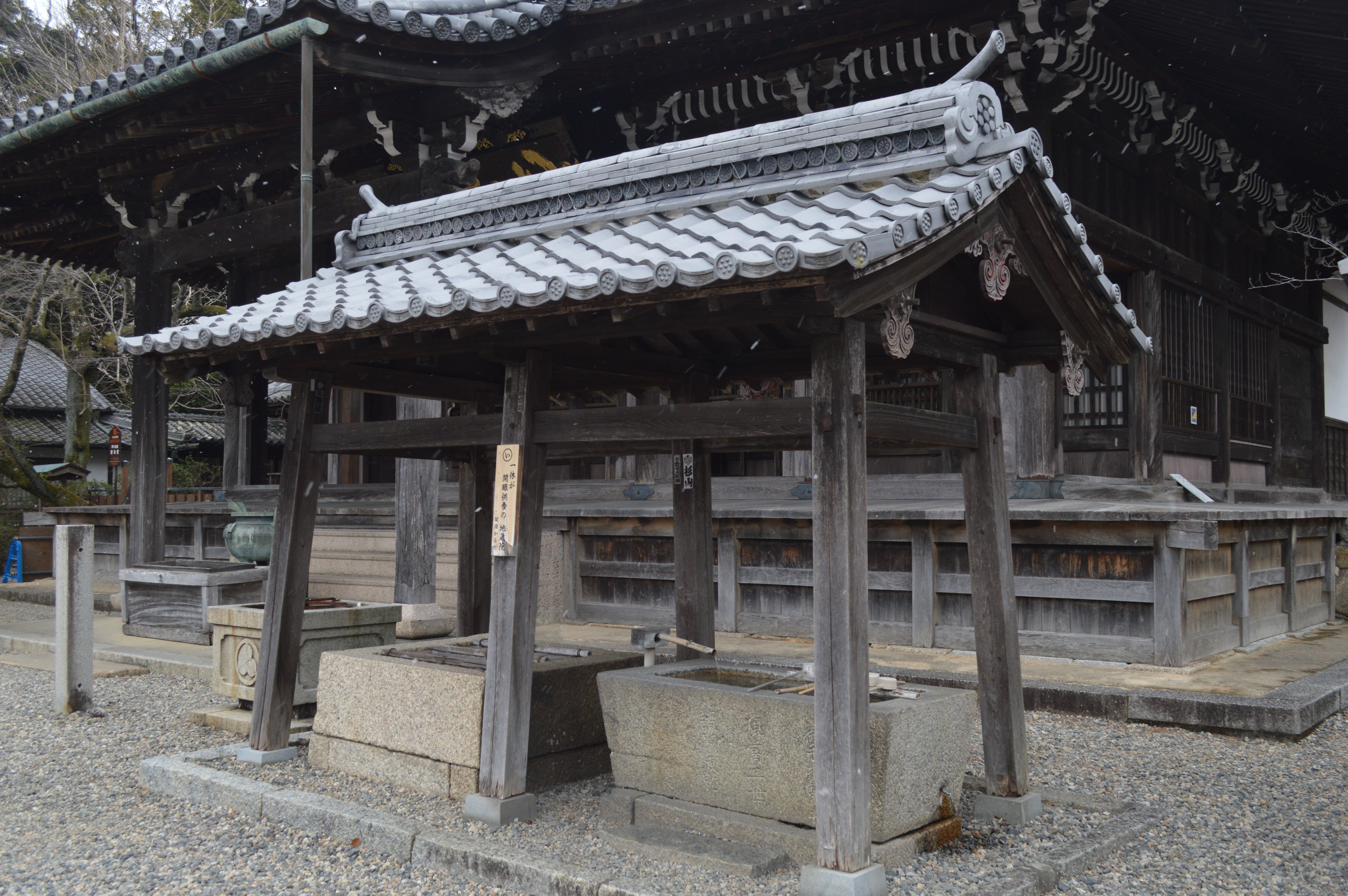
手水舎
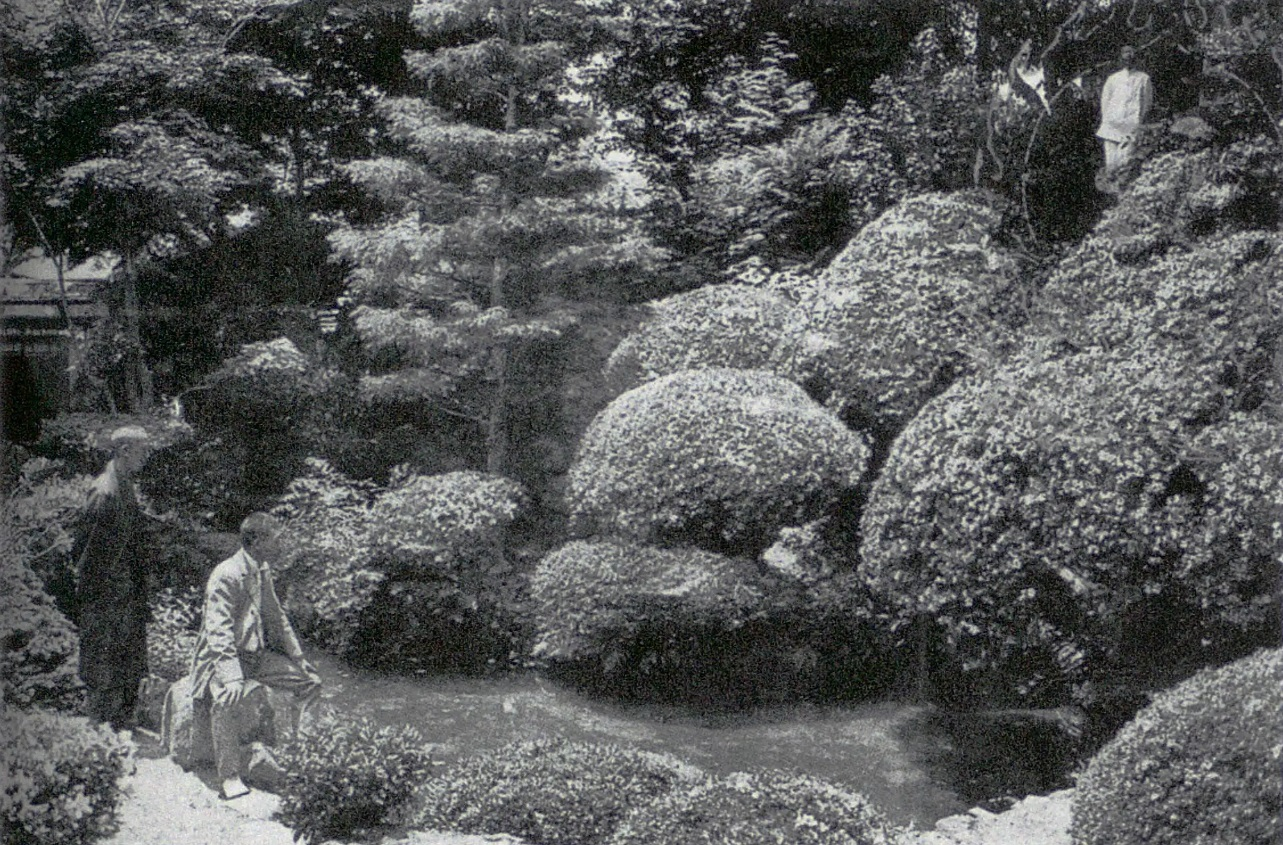
昭和初期の庭園
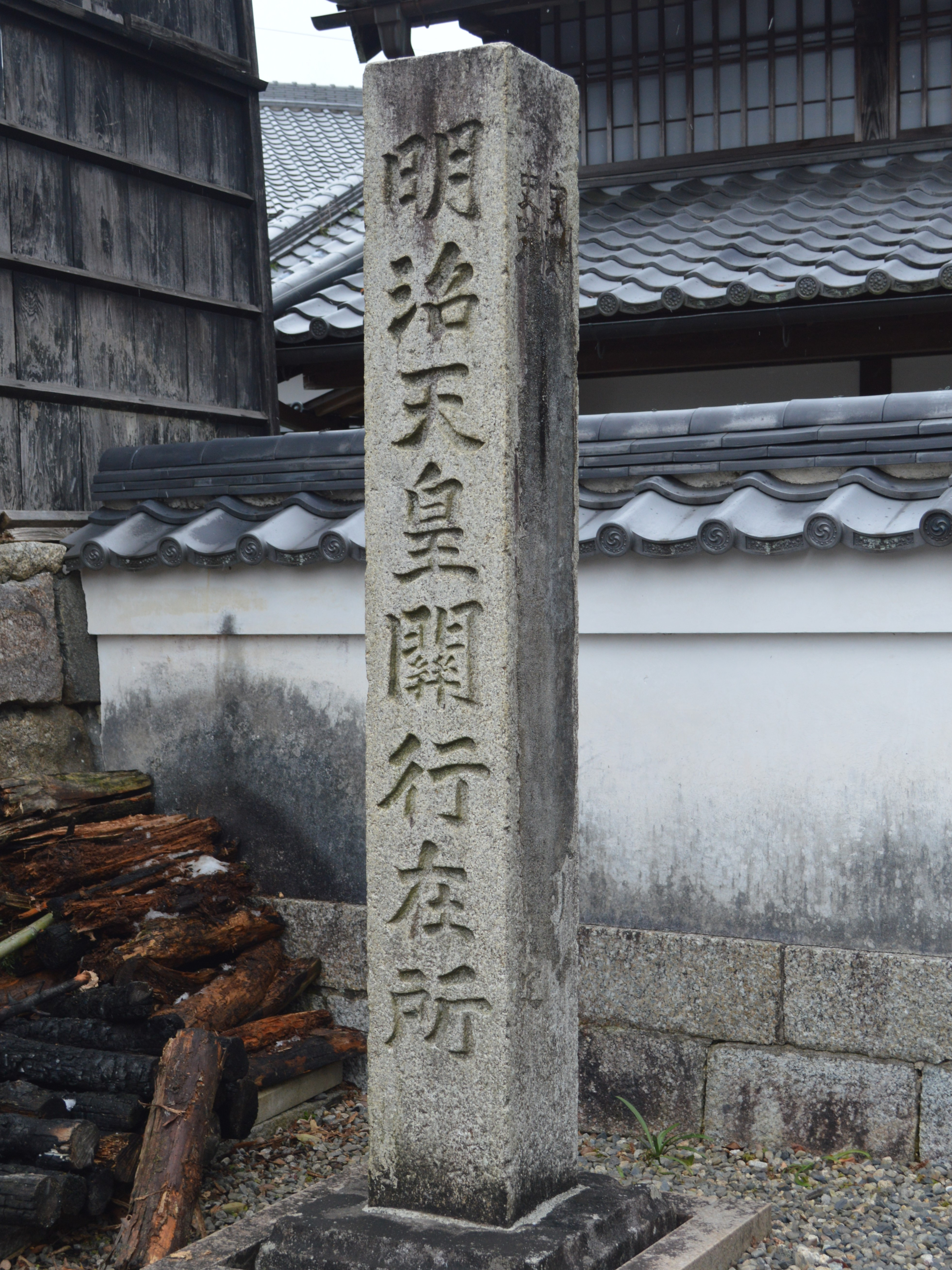
石碑「明治天皇関行在所」

- 愛染堂
- 鐘楼
- 社務所
- 手水舎
- 昭和初期の庭園
- 石碑「明治天皇関行在所」

## 文化財

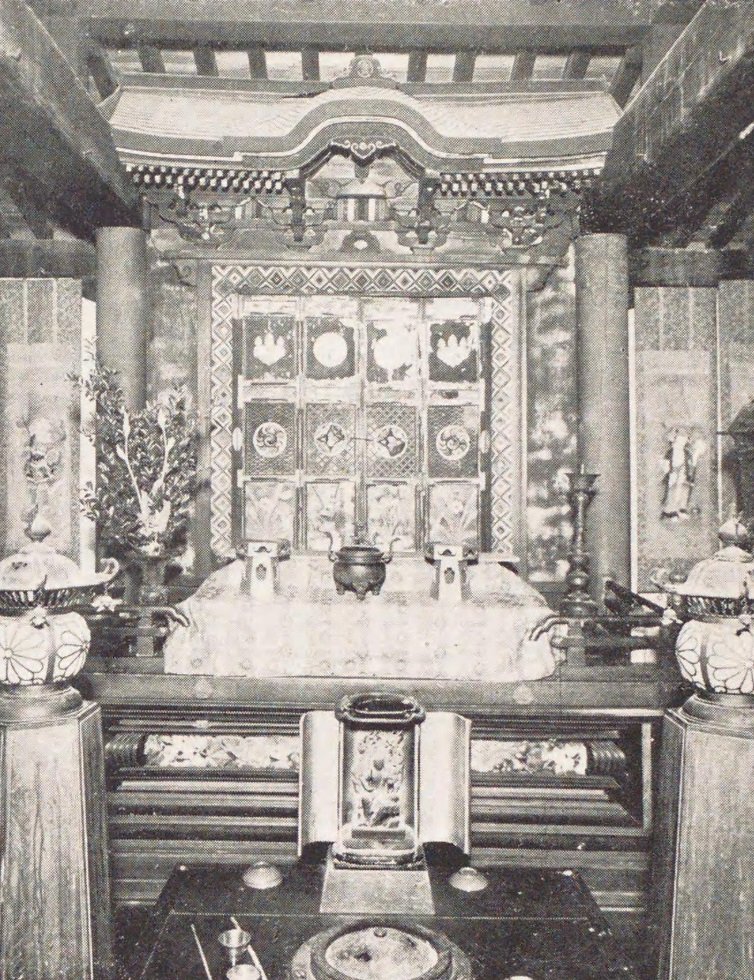
愛染堂の内陣

### 重要文化財
地蔵院 3棟
- 本堂 附：棟札下書、地蔵堂再興日記、地蔵菩薩本堂再興之由縁、勘定帳、江戸開帳願之記
  - 桁行5間、梁間4間。寄棟造、向拝一間、本瓦葺、背面後陣、側面脇間付[9]。
  - 元禄13年（1700年）建立[9]。1988年（昭和63年）5月11日に重要文化財に指定された[9]。
- 愛染堂（あいぜんどう）
  - 桁行3間、梁間3間。寄棟造、向拝1間、本瓦葺[1]。内陣の天井は彩色紋形格天井であり、厨子には草花の深肉彫がなされている[4]。
  - 寛永7年（1630年）建立[1]。1920年（大正9年）4月15日に国宝（旧国宝）に指定された[1]。1950年（昭和25年）に文化財保護法が施行されると重要文化財に指定された。
- 鐘楼 附：棟札、三町普請鐘楼堂修覆記
  - 桁行1間、梁間1間。切妻造、本瓦葺[10]。意匠が優れているとされる[10]。
  - 寛永21年（1644年）建立[10]。1988年（昭和63年）5月11日に重要文化財に指定された[10]。

### その他
本堂天井画
174枚。寺伝では作者は狩野永敬とされ、京狩野風の表現が随所に見られる。しかし、元禄15年（1702年）に亡くなった永敬と、享保7年（1723年）頃に完成した本天井画には20年以上の開きがあり、18世紀初頭の京狩野周辺の制作と見られる。

## 札所
- 三重四国八十八箇所第28番札所

かつて所属していた札所
- 西国愛染十七霊場第10番札所 - 脱退した[12]